# Província de Samar
Samar (antigament Samar Occidental) és una província de les Filipines situada a la regió de les Visayas Orientals. Ocupa la part occidental de l'illa de Samar, així com nombroses illes situades al mar de Samar, a l'oest. Limita amb les províncies de Samar Septentrional (al nord) i a Samar Oriental (a l'est). Samar està connectada amb Leyte a través del pont de San Juanico, que supera l'estret de San Juanico. Al sud de la província s'hi troba el golf de Leyte.

## Població i cultura
La llengua materna de la major part de la població és el waray-waray, anomenat també samarnon, winaray, waraynon o lineyte-samarnon. No obstant això, als municipis de les illes d'Almagro i Santo Niño, la llengua nativa és el cebuà.

## Economia
Les principals activitats econòmiques de la província són la pesca i l'agricultura.

## Divisió administrativa
La província de Samar es compon de 24 municipis i dues ciutats, subdividits alhora en 951 barangays.

### Ciutats
- Calbayog
- Catbalogan

### Municipis
| - Almagro - Basey - Calbiga - Daram - Gandara - Hinabangan - Jiabong - Marabut | - Matuguinao - Motiong - Pagsanghan - Paranas (Wright) - Pinabacdao - San Jorge - San Jose De Buan - San Sebastian | - Santa Margarita - Santa Rita - Santo Niño - Tagapul-an - Talalora - Tarangnan - Villareal - Zumarraga |